# Marathon van Amsterdam 2022
De Marathon van Amsterdam 2022 werd gelopen op zondag 16 oktober 2022. Deze 46ste editie werd gesponsord door Tata Consultancy Services (TCS). De wedstrijd werd bij de mannen gewonnen door Tsegaye Getachew. Bij de vrouwen won Almaz Ayana in een parcoursrecord van 2:17.20. Nederlands kampioenen werden Khalid Choukoud bij de mannen en Leonie Balter bij de vrouwen. Naast de marathon werden er ook nog een halve marathon en 8 km gelopen.
Ayana debuteerde op de marathon en liep de snelste debuuttijd ooit. Ook nummers twee en drie, Genzebe Dibaba en Tsehay Gemechu liepen hun eerste marathon, waardoor het podium voor het eerst in de geschiedenis van de marathon door drie debutanten werd bezet.
Choukoud scherpte zijn persoonlijk record aan met 21 seconden, maar het was niet zijn vooraf gehoopte en aangekondigde sprong van twee minuten.

## Uitslagen

### Marathon
De marathon werd voltooid door 12.669 atleten.
| Rang   | Atleet                 | Tijd    | Verschil | Bijz. |
| ------ | ---------------------- | ------- | -------- | ----- |
| Goud   | Tsegaye Getachew       | 2:04.49 | –        |       |
| Zilver | Titus Kipruto          | 2:04.54 | + 5s     |       |
| Brons  | Bazezew Asmare         | 2:04.57 | + 8s     |       |
| 4      | Abraham Kiptoo         | 2:05.04 | + 15s    |       |
| 5      | Mohamed Esa            | 2:05.05 | + 16s    |       |
| 6      | CyBrian Kotut          | 2:05.15 | + 26s    |       |
| 7      | Norbert Kigen          | 2:05.32 | + 43s    |       |
| 8      | Laban Kipngetich Korir | 2:05.41 | + 52s    |       |
| 9      | Adeladlew Mamo         | 2:05.45 | + 56s    |       |
| 10     | Josphat Boit           | 2:06.34 | + 1.45   |       |
|        |                        |         |          |       |
| 14     | Khalid Choukoud        | 2:09.34 | + 4.45   | PR    |
| 30     | Yohan Zaradzki         | 2:21.53 | + 17.04  |       |

| Rang   | Atleet                 | Tijd    | Verschil | Bijz. |
| ------ | ---------------------- | ------- | -------- | ----- |
| Goud   | Almaz Ayana            | 2:17.20 | –        | MR    |
| Zilver | Genzebe Dibaba         | 2:18.05 | + 45s    |       |
| Brons  | Tsehay Gemechu         | 2:18.59 | + 1.39   |       |
| 4      | Nasnet Amanuel         | 2:22.45 | + 5.25   |       |
| 5      | Rose Chelimo           | 2:23.12 | + 5.52   |       |
| 6      | Zinash Gerado          | 2:24.21 | + 7.01   |       |
| 7      | Celestine Chepchirchir | 2:22.21 | + 5.29   |       |
| 8      | Gebayanesh Ayele       | 2:27.36 | + 10.16  |       |
| 9      | Nora Szabo             | 2:30.31 | + 13.11  |       |
| 10     | Leonie Balter          | 2:37.41 | + 20.21  |       |

### Nederlands kampioenschap marathon
De NK marathon werd volgens de uitslag voltooid door 307 atleten.
| Rang   | Atleet                | Tijd    | Verschil | Bijz. |
| ------ | --------------------- | ------- | -------- | ----- |
| Goud   | Khalid Choukoud       | 2:09.34 | –        | PR    |
| Zilver | Lucas Nieuweboer      | 2:15.26 | + 5.52   |       |
| Brons  | Remyo Tielsema        | 2:16.05 | + 6.31   |       |
| 4      | Rik Goethals          | 2:21.00 | + 11.26  |       |
| 5      | Roy Hoornweg¹         | 2:23.13 | + 13.39  |       |
| 6      | Maarten Hindriks      | 2:23.21 | + 13.47  |       |
| 7      | Ricardo Sint Nicolaas | 2:24.26 | + 14.52  |       |
| 8      | Thijs Schrama²        | 2:24.32 | + 14.58  |       |
| 9      | Luc Essink            | 2:25.03 | + 15.29  |       |
| 10     | Michiel Kallenberg¹   | 2:26.57 | + 17.23  |       |
| 11     | Fabian ten Kate       | 2:27.22 | + 17.48  |       |
| 12     | Christiaan Ernst²     | 2:27.24 | + 17.50  |       |

| Rang   | Atleet                        | Tijd    | Verschil | Bijz. |
| ------ | ----------------------------- | ------- | -------- | ----- |
| Goud   | Leonie Balter                 | 2:37.41 | –        |       |
| Zilver | Jacelyn Gruppen               | 2:39.08 | + 1.27   |       |
| Brons  | Eva van Zoonen                | 2:44.22 | + 6.41   |       |
| 4      | Jessica Oosterloo             | 2:47.05 | + 9.24   |       |
| 5      | Kristy Timmers                | 2:47.43 | + 10.02  |       |
| 6      | Mirjam Koersen                | 2:49.52 | + 12.11  |       |
| 7      | Ingrid Klaassen               | 2:51.28 | + 13.47  |       |
| 8      | Samantha de Knijff            | 2:51.32 | + 13.51  |       |
| 9      | Liselotte van den Berg        | 2:51.51 | + 14.10  |       |
| 10     | Wendelien van Daal³           | 2:55.13 | + 17.32  |       |
| 11     | Sandra van de Kieft-van Doorn | 2:55.28 | + 17.47  |       |

¹ Door TSC Amsterdam Marathon in NK-uitslag gezet, niet door World Athletics.
² Wel in algemene uitslag, niet in NK uitslag opgenomen.
³ World Athletics noemt van Daal als tiende, op de website van TSC Amsterdam Marathon als startnummer V6500 (Man) in uitslag opgenomen.

### Halve marathon
De halve marathon werd voltooid door 14.627 atleten.
| Rang   | Atleet            | Tijd    | Verschil | Bijz. |
| ------ | ----------------- | ------- | -------- | ----- |
| Goud   | Nicolas Daru      | 1:05.28 | –        |       |
| Zilver | Julien Devanne    | 1:07.02 | + 1.34   |       |
| Brons  | Mustapha Salmi    | 1:07.26 | + 1.58   |       |
| 4      | Steven Orlowski   | 1:07.40 | + 2.12   |       |
| 5      | Joe Sagar         | 1:07.42 | + 2.14   |       |
| 6      | Raphael Joppi     | 1:07.48 | + 2.20   |       |
| 7      | Anthony Tomsich   | 1:08.17 | + 2.49   |       |
| 8      | David McCarthy    | 1:08.23 | + 2.55   |       |
| 9      | Patrick Hennessy  | 1:09.31 | + 4.03   |       |
| 10     | Krzysztof Żygenda | 1:09.46 | + 4.18   |       |
| 11     | Sergio Strollo    | 1:09.57 | + 4.29   |       |
| 12     | Bas Stigter       | 1:10.25 | + 4.57   |       |

| Rang   | Atleet                | Tijd                  | Verschil      | Bijz. |
| ------ | --------------------- | --------------------- | ------------- | ----- |
| Goud   | Kiara Nahen           | 1:15.00               | –             |       |
| Zilver | Jule Vetter           | 1:18.29               | + 3.29        |       |
| Brons  | Barbara Cleary        | 1:19.10               | + 4.10        |       |
| 4      | Ilse Florusse         | 1:22.08 chip: 1:20.11 | + 7.08 + 5.17 |       |
| 5      | Tess Boekema          | 1:21.55               | + 6.55        |       |
| 6      | Elodie Van Den Abeele | 1:22.55               | + 7.55        |       |
| 7      | Arielle Zoëllin       | 1:24.30 chip: 1:23.17 | + 9.30 + 8.23 |       |
| 8      | Lea Manach            | 1:24.49 chip: 1:23.27 | + 9.49 + 8.33 |       |
| 9      | Eartha Weber          | 1:24.47 chip: 1:23.37 | + 9.47 + 8.43 |       |
| 10     | Roos Robbesom         | 1:24.51 chip: 1:24.31 | + 9.51 + 9.37 |       |

1975 ·
1976 ·
1977 ·
1978 ·
1979 ·
1980 ·
1981 ·
1982 ·
1983 ·
1984 ·
1985 ·
1986 ·
1987 ·
1988 ·
1989 ·
1990 ·
1991 ·
1992 ·
1993 ·
1994 ·
1995 ·
1996 ·
1997 ·
1998 ·
1999 ·
2000 ·
2001 ·
2002 ·
2003 ·
2004 ·
2005 ·
2006 ·
2007 ·
2008 ·
2009 ·
2010 ·
2011 ·
2012 ·
2013 ·
2014 ·
2015 ·
2016 ·
2017 ·
2018 ·
2019 ·
2020 ·
2021 ·
2022 ·
2023 ·
2024 ·
2025